# Josiah Ritchie
Major Josiah George Ritchie (Westminster, 18 ottobre 1870 – Ashford, 28 febbraio 1955) è stato un tennista britannico.
Ha vinto tre medaglie olimpiche nel tennis, tutte alle Olimpiadi 1908 tenutesi a Londra. In particolare ha vinto la medaglia d'oro nel torneo singolare maschile outdoor, la medaglia d'argento nel doppio maschile outdoor e la medaglia di bronzo nel singolare maschile indoor.
Nel 1908 e nel 1910, in entrambi i casi insieme al neozelandese Anthony Wilding, ha vinto il torneo di doppio maschile a Wimbledon.
Con 131 titoli vinti è uno dei tennisti più vincenti di sempre. È da record la lunghezza della sua carriera: quarant'anni.
Nel 1909 ha raggiunto la finale di singolare a Wimbledon, perdendo contro Arthur Gore.